# Schedocentrus nigroantennatus
Schedocentrus nigroantennatus är en insektsart som först beskrevs av Brunner von Wattenwyl 1895.  Schedocentrus nigroantennatus ingår i släktet Schedocentrus och familjen vårtbitare. Inga underarter finns listade i Catalogue of Life.